# Michel van der Plas
Michel van der Plas (La Haia, 23 d'octubre 1927 — Leidschendam, 21 de juliol 2013) era un poeta, escriptor, traductor i periodista neerlandès. Escrivia varis reculls de poesia de lectura fàcil i de format tradicional. El recull Going my Way de 1949 va rebre el premi Jan Campert. El 1968 va rebre el premi Gouden Harp.
Van der Plas havia estudiat durant un temps a la universitat privada de Nijenrode. Va treballar des de 1949 durant molts anys com a periodista al setmanari Elseviers Weekblad. És conegut i important com lletrista per cançons de cabaret, entre d'altres el «Tearoom-tango» de Wim Sonneveld, «Voor Haar» de Frans Halsema i per Wim Kan. Va escriure biografies de grans escriptors catòlics com ara Guido Gezelle, Joseph Alberdingk Thijm i Anton van Duinkerken. La seva obra literària es caracteritza per un coneixement profund de la literatura occidental i una abundància de temes catòlics, una conseqüència la seva forta fe, encara que no acrítica, i la formació de sacerdot —no acabada— a un seminari.

## Obres destacades
- Going my Way de 1949 premi Jan Campert
- Gedichten de 1974, obra poetica[3]